# ديفيد ميركن
ديفيد ميركن (بالإنجليزية: David Mirkin) (و. 1955  م) هو مخرج أفلام، وكاتب سيناريو، ومنتج أفلام أمريكي، ولد في فيلادلفيا.

## التعليم
تعلم في لويولا ماريمونت.

## جوائز
حصل على جوائز منها:
- جائزة بيبودي  [لغات أخرى]‏
- جائزة إيمي.

## وصلات خارجية
- ديفيد ميركن على موقع IMDb (الإنجليزية)
- ديفيد ميركن على موقع ألو سيني (الفرنسية)
- ديفيد ميركن على موقع أول موفي (الإنجليزية)
- ديفيد ميركن على موقع قاعدة بيانات الأفلام السويدية (السويدية)
- ديفيد ميركن على موقع قاعدة بيانات الفيلم (الإنجليزية)
- ديفيد ميركن على موقع كينوبويسك (الروسية)